# Galium graecum
Galium graecum är en måreväxtart som beskrevs av Carl von Linné. Galium graecum ingår i släktet måror, och familjen måreväxter.

## Underarter
Arten delas in i följande underarter:
- G. g. graecum
- G. g. pseudocanum